# Ismaił Musukajew
Ismaił Timurowicz Musukajew (ros. Исмаил Тимурович Мусукаев; ur. 28 stycznia 1993) – rosyjski i od 2019 roku węgierski zapaśnik walczący w stylu wolnym. Dwukrotny olimpijczyk. Zajął piąte miejsce w Tokio 2020 w wadze 65 kg i w Paryżu 2024 w tej samej wadze.
Złoty medalista mistrzostw świata w 2023 i brązowy w 2019 i 2022. Triumfator mistrzostw Europy w 2022, trzeci w 2024; piąty w 2020 i 2025. Drugi w indywidualnym Pucharze Świata w 2020. Wicemistrz świata juniorów w 2013. Mistrz Europy U-23 w 2015 roku.
Wicemistrz Rosji w 2015 i 2018 roku.